# 033
033 o Cero tres tres es una película dramática bengalí de 2009 dirigida por Birsa Dasgupta en un debut como director, producida por Moxie Entertainments.
033 es el código STD para la ciudad de Calcuta, y la historia está basada en la creciente migración juvenil fuera de Calcuta para mejorar su calidad de vida.

## Reparto
- Parambrato Chattopadhyay como Som.
- Swastika Mukherjee como Mrinalini.
- Mumtaz Sorcar como Ria.
- Sabyasachi Chakraborty Como Santiago.
- Dhruv Mukherjee como Voodoo.
- Rudranil Ghosh como Rudra.
- Saheb Chattopadhyay
- Madhabi Mukherjee

## Banda sonora
El director musical de la banda sonora fue la banda Chandrabindoo y las letras de las canciones estuvieron a cargo de Srijaato.